# أورو (مشروب)
أورو ماركة بيروفية من المشروبات الغازية يباع في الإكوادور وفنزويلا.أورو هو منتج منافس لـ Inca Kola يتقاسم نفس الخصائص مثل اللون الأصفر. يباع أورو في زجاجات PET من 525 مل.

## روابط خارجية
- (بالإسبانية) Official website of the Ajegroup